# جوردن هنري (لاعب هوكي الجليد)
جوردن هنري هو لاعب هوكي الجليد كندي، ولد في 11 فبراير 1986 في ميلو في كندا.

## وصلات خارجية
- جوردن هنري على موقع دوري الهوكي الوطني (الإنجليزية)
- جوردن هنري على موقع دوري الهوكي للقارات (الإنجليزية)
- جوردن هنري على موقع EliteProspects.com (الإنجليزية)
- جوردن هنري على موقع HockeyDB.com (الإنجليزية)